# Mîkolaiivka, Domanivka
Mîkolaiivka (în ucraineană Миколаївка) este un sat în comuna Mostove din raionul Domanivka, regiunea Mîkolaiiv, Ucraina.

## Demografie
Componența lingvistică a localității Mîkolaiivka
     Ucraineană (99,34%)
     Alte limbi (0,66%)
Conform recensământului din 2001, majoritatea populației localității Mîkolaiivka era vorbitoare de ucraineană (99,34%), existând în minoritate și vorbitori de alte limbi.